# Mesoklimat
Med mesoklimat menas ett lokalt klimat inom ett begränsat område (10 – 10 000 meter) som ofta inte är representativt för det (makro-)klimat som råder i området. Det lokala klimatet påverkas av bland annat väderstreck, marklutning, närhet till vatten och markytans beskaffenhet.
Exempel på mesoklimatområden är en dalgång eller en vingård.